# That 1 Guy
Mike Silverman, mera känd som That 1 Guy, är en amerikansk musiker från Las Vegas, Nevada. Han uppträder och spelar in låtar ofta som ett One-man band, då han sjunger och spelar olika hemmagjorda musikinstrument. 

## Diskografi

### Studioalbum
- Let's Hear That 1 Guy

- Songs in the Key of Beotch (2000, re-released 2004)
- The Moon Is Disgusting (2007)
- Mustaches Remix EP (2009)
- Packs a Wallop! (2010)

### Frankenstein Brothers (med Buckethead)
- Bolt on Neck (2008)

### DVD
- Live in the Land of Oz (DVD, 2007)